# Dona da Banca
"Dona da Banca" é uma canção gravada pela artista musical brasileira Daniela Mercury, e lançada como primeiro single de seu segundo álbum ao vivo MTV ao Vivo: Eletrodoméstico (2003).

## Antecedentes
"Dona da Banca" foi feita em 1994 pelo cantor e compositor Aleh e seu parceiro Robson Pacífico. Ele afirmou que o sucesso dela veio de baixo para cima, bem naturalmente. Ele começou tocando a canção em seus concertos, depois o grupo Eletrosamba começou a tocar também, e rapidamente tornou-se um sucesso na Zona Sul do Rio de Janeiro, cantada em coro pelo público em todos os shows do grupo. Um dia quando Daniela Mercury saiu para a balada carioca e ouviu a canção cantada pelo Eletrosamba, e resolveu gravá-la para seu segundo álbum ao vivo MTV ao Vivo: Eletrodoméstico, em 2003. De acordo com Nelson Motta, a canção "era a cara dela. Dona da Banca é um eletro-samba-funk de esfuziante alegria e imediata comunicabilidade, que encontrou em Daniela sua intérprete ideal". Apesar de não ser um sucesso em rádios, "Dona da Banca" era um sucesso entre o público na noite carioca. Segundo o compositor, "É uma música de auto-estima para a mulher brasileira em geral. É para levantar a moral, por isso que a mulherada gosta tanto e curte. É uma música que tem a cara do Rio".

## Recepção da crítica
"Dona da Banca" recebeu uma resenha positiva de Patrícia Vilani do Diário do Grande ABC, dizendo que a faixa estava "na medida para a cantora soltar sua bela voz".

## Videoclipe
O videoclipe para "Dona da Banca" foi gravado entre os dias 24 e 25 de janeiro de 2003, na Concha Acústica do Teatro Castro Alves, em Salvador, Bahia. Estreou em 27 de março de 2003 na MTV.

## Apresentações ao vivo
Em 14 de abril de 2003, a apresentadora Hebe Camargo recebeu Mercury em seu programa do SBT, onde cantou "Dona da Banca". Em 18 de abril, Mercury apresentou um bloco do programa da Rede Record É Show, geralmente apresentado por Adriane Galisteu, e cantou "Dona da Banca". No dia seguinte, ela também foi ao Programa Raul Gil da mesma emissora, cantando a música, além dos sucessos anteriores, "Nobre Vagabundo" e "Mutante". Em 24 de abril, a cantora apresentou "Dona da Banca" no programa infantil Eliana na Fábrica Maluca, onde também cantou o sucesso anterior "Mutante". Em 4 de maio, ela apresentou-se no Domingão do Faustão com "Dona da Banca". Dois dias depois, ela voltou a cantar "Dona da Banca" juntamente com "Mutante" e "Nobre Vagabundo" no game show Sobcontrole. Em 20 de junho, três blocos do Programa do Jô foram inteiramente dedicados à cantora, que foi entrevistada pelo apresentador Jô Soares e cantou "Dona da Banca".

## Uso na mídia
A versão de Aleh para "Dona da Banca" era usada como tema de abertura e encerramento para a série A Diarista, da Rede Globo.